# Leonel Justiniano
Leonel Justiniano Arauz (Santa Cruz de la Sierra; 1 de julio de 1992) es un futbolista boliviano que juega como centrocampista y su equipo actual es el Bolívar de la Primera División de Bolivia. 

## Trayectoria

### Bolívar
Justiniano se inició en las categorías inferiores del Bolívar, en el 2011 es ascendido al plantel principal, fue campeón del Torneo Clausura 2012-13, también participó junto a su equipo en la Copa Libertadores 2014. Jugo toda su carrera en clubes bolivianos

### Nacional Potosí
A finales del 2014 pasa al Nacional Potosí, equipo en el cual disputó la Copa Sudamericana de esa misma temporada. Jugó 42 partidos por Primera División y marcó 9 goles.

### Bolívar
En el 2015 vuelve nuevamente al Bolívar, donde fue campeón del Torneo Clausura 2016-17.

### Jorge Wilstermann
En julio de 2019 es contratado por el Jorge Wilstermann tras dejar al Bolívar.

#### Participaciones en Campeonatos internacionales
| Título                       | Club            | Año  |
| ---------------------------- | --------------- | ---- |
| Copa Sudamericana            | Nacional Potosí | 2014 |
| Copa Sudamericana            | Bolívar         | 2016 |
| Copa Sudamericana            | Bolívar         | 2017 |
| Copa Sudamericana            | Bolívar         | 2018 |
| Copa Libertadores de América | Bolívar         | 2014 |
| Copa Libertadores de América | Bolívar         | 2018 |
| Copa Libertadores de América | Bolívar         | 2019 |

## Selección nacional
Ha sido internacional con la Selección de Bolivia, su debut fue el 23 de marzo de 2017, en un encuentro que Bolivia perdió uno por cero ante la Selección de Colombia, partido válido por las Eliminatorias al Mundial de Rusia 2018. En 2019 fue convocado por el entrenador Eduardo Villegas para jugar los encuentros amistosos ante Corea del Sur, Japón y Francia.
Participó en la Copa América 2019 y marcó su primer gol en el torneo, en el partido por fase de grupos cuando su selección perdió 3 a 1 ante Venezuela. fue incluido en la lista para participar en la Copa América 2021 donde fue capitán en dos partidos, contra Paraguay y Chile.

### Participaciones en Eliminatorias
| Eliminatorias              | Sede            | Resultado | Partidos | Goles |
| -------------------------- | --------------- | --------- | -------- | ----- |
| Eliminatorias Mundial 2018 | América del Sur | 9° lugar  | 6        | 0     |

| Eliminatorias              | Sede            | Resultado | Partidos | Goles |
| -------------------------- | --------------- | --------- | -------- | ----- |
| Eliminatorias Mundial 2022 | América del Sur | 8° lugar  | 11       | 0     |

### Participaciones en Copa América
| Torneo            | Sede   | Resultado      | Partidos | Goles |
| ----------------- | ------ | -------------- | -------- | ----- |
| Copa América 2019 | Brasil | Fase de grupos | 3        | 1     |
| Copa América 2021 | Brasil | Fase de grupos | 4        | 0     |

### Goles internacionales
| Goles en partidos internacionales oficiales con la Selección de Bolivia | Goles en partidos internacionales oficiales con la Selección de Bolivia | Goles en partidos internacionales oficiales con la Selección de Bolivia | Goles en partidos internacionales oficiales con la Selección de Bolivia | Goles en partidos internacionales oficiales con la Selección de Bolivia | Goles en partidos internacionales oficiales con la Selección de Bolivia | Goles en partidos internacionales oficiales con la Selección de Bolivia | Goles en partidos internacionales oficiales con la Selección de Bolivia |
| Selección Mayor                                                         | Selección Mayor                                                         | Selección Mayor                                                         | Selección Mayor                                                         | Selección Mayor                                                         | Selección Mayor                                                         | Selección Mayor                                                         | Selección Mayor                                                         |
| N.º                                                                     | Fecha                                                                   | Lugar                                                                   | Rival                                                                   | Resultado                                                               | Goles                                                                   | Asist.                                                                  | Competición                                                             |
| ----------------------------------------------------------------------- | ----------------------------------------------------------------------- | ----------------------------------------------------------------------- | ----------------------------------------------------------------------- | ----------------------------------------------------------------------- | ----------------------------------------------------------------------- | ----------------------------------------------------------------------- | ----------------------------------------------------------------------- |
| 1                                                                       | 22/06/2019                                                              | Belo horizonte, Brasil,                                                 | Venezuela                                                               | 3:1                                                                     | Anotado                                                                 | -                                                                       | Copa América 2019                                                       |

## Clubes
| Club              | País    | Año           |
| ----------------- | ------- | ------------- |
| Bolívar           | Bolivia | 2011-2014     |
| Nacional Potosí   | Bolivia | 2014-2015     |
| Bolívar           | Bolivia | 2015-2019     |
| Jorge Wilstermann | Bolivia | 2019-2020     |
| Bolívar           | Bolivia | 2021-presente |

## Palmarés

### Títulos nacionales
| Título                 | Club        | País    | Año     |
| ---------------------- | ----------- | ------- | ------- |
| Campeonato de Reservas | Bolívar     | Bolivia | 2011    |
| Campeonato Boliviano   | Bolívar     | Bolivia | 2013-I  |
| Campeonato Boliviano   | Bolívar     | Bolivia | 2017-I  |
| Campeonato Boliviano   | Bolívar     | Bolivia | 2017-I  |
| Campeonato Boliviano   | Bolívar     | Bolivia | 2019-I  |
| Campeonato Boliviano   | Wilstermann | Bolivia | 2019-II |
| Campeonato Boliviano   | Bolívar     | Bolivia | 2022-I  |
| Copa de la Liga        | Bolívar     | Bolivia | 2023    |
| Torneo Clausura        | Bolívar     | Bolivia | 2024    |
| Campeonato Boliviano   | Bolívar     | Bolivia | 2024    |